# كلارنس أ. ويندر
كلارنس أ. ويندر هو سياسي أمريكي، ولد في 30 مارس 1887 في سينسيناتي في الولايات المتحدة، وتوفي في 22 يوليو 1959 في باسادينا في الولايات المتحدة. نشط حزبياً في الحزب الجمهوري.